# 성냥공장 소녀
《성냥공장 소녀》(Tulitikkutehtaan Tyttö, The Match Factory Girl)는 스웨덴에서 제작된 아키 카우리스마키 감독의 1989년 드라마, 코미디 영화이다. 카티 오우티넨 등이 주연으로 출연하였고 아키 카우리스마키 등이 제작에 참여하였다.

## 출연

### 주연
- 카티 오우티넨

### 조연
- 엘리나 살로
- 에스코 니카리
- 베사 비에릭코
- 우티 마엔파
- 실루 세펠레
- 마자 팩카렌

## 같이 보기
- 역대 최고의 영화 목록
- 성냥팔이 소녀